# Cool Insuring Arena
Die Cool Insuring Arena ist eine Mehrzweckhalle in der US-amerikanischen Stadt Glens Falls im Bundesstaat New York. Sie ist seit der Saison 2015/16 Austragungsort der Heimspiele der Adirondack Thunder aus der ECHL. Seit dem 1. April 2015 wird das Veranstaltungsgebäude von der Adirondack Civic Center Coalition, Inc. betrieben.

## Geschichte
Die Halle wurde am 18. Mai 1979 eingeweiht. Am Tag darauf gab die kanadische Rockband Ironhorse ein Konzert in der Mehrzweckhalle. Sie war von Beginn bis 1999 Spielort des ehemaligen AHL-Franchise Adirondack Red Wings, das damalige Farmteam der Detroit Red Wings (NHL). Von 2009 bis 2014 waren die Adirondack Phantoms (Farmteam der Philadelphia Flyers) im Civic Center beheimatet. Nachdem die Phantoms nach Allentown, Pennsylvania, verlegt wurden, waren die Adirondack Flames in der Saison 2014/15 die sportlichen Hauptnutzer. Das Franchise war das Farmteam der Calgary Flames (NHL). Als Ersatz für die abwandernden Flames wird das ECHL-Eishockey-Team der Stockton Thunder nach Glens Falls verlegt und unter dem Namen Adirondack Thunder ab der Saison 2015/16 im Civic Center antreten.
Darüber hinaus wurde die Arena auch regelmäßig von diversen Eishockey- und Basketballteams genutzt, die inzwischen aufgelöst wurden. Die Mehrzweckhalle wird zudem auch für Konzerte, Basketball-Showspiele, Wrestling- und Boxkämpfe verwendet.
Am 11. Juli 2017 erwarb das Versicherungsunternehmen Cool Insuring Agency of Queensbury die Namensrechte an der Halle. Der Vertrag hat eine Laufzeit von fünf Jahren.